# Chrodoald
Chrodoald était un noble bavarois de la maison des Agilolfings. Il est aussi connu sous le nom de Chrodoald de Lombardie.
Selon une analyse, ayant résolu d'émanciper son pays et de l'arracher à la domination de l'Austrasie, il fut assassiné à Trèves en 624 ou 625, à l'instigation de saint Arnoul de Metz et de Pépin de Landen.
La chronique de Frédégaire rapporte en revanche que Chrodoald, à la tête d'immenses richesses, envahissait les possessions de ses voisins, et que Dagobert Ier résolut de l'éliminer. Ce voyant, Chrodoald s'envoit chez Clotaire II, père de celui-ci. et implora sa grâce. Toutefois, c'est Berthaire de Scharpeigne qui, peut-être de sa propre initiative, le décapita de son épée à la porte de la chambre du roi,.
Son épouse a pu être Chlodesindis (563-594), et il eut comme enfants :
- Theodo Ier ;
- Fara (586/611-641), allié de Radulf de Thuringe. Il mourut dans un conflit contre Angesingel, régent de Sigebert III.